# توم كلايد
توم كلايد (بالإنجليزية: Tom Clyde)‏ هو لاعب كرة قاعدة أمريكي، ولد في 1923 في واتشابرياغ في الولايات المتحدة، وتوفي في 1 أكتوبر 2005 في دالاس في الولايات المتحدة.

## وصلات خارجية
- توم كلايد على موقعبيزبول رفرنس.كوم (الدوري الرئيسي) (الإنجليزية)
- توم كلايد على موقعبيزبول رفرنس.كوم (الدوري الثانوي) (الإنجليزية)